# St. Nikolaus (Groß Hesepe)

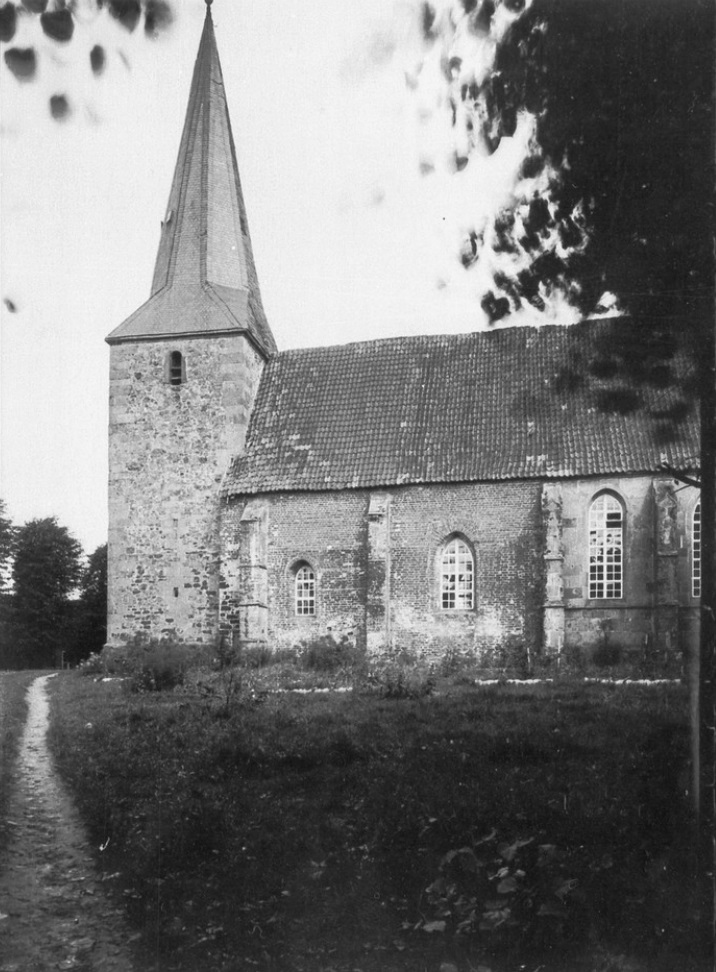
St. Nikolaus um 1900

St. Nikolaus ist die römisch-katholische Kirche in Groß Hesepe, einem Ortsteil der Gemeinde Geeste zwischen Meppen und Lingen im Landkreis Emsland in Niedersachsen. Die Kirche gehört zum Dekanat Emsland-Mitte des Bistums Osnabrück und ist seit 2006 Teil der Katholischen Pfarreiengemeinschaft Geeste. Zu dieser Pfarreiengemeinschaft gehören neben St. Nikolaus Groß Hesepe Christus König Dalum im Südwesten, St. Antonius Geeste in der Mitte und St. Isidor Osterbrock im Osten. St. Nikolaus liegt im Nordwesten. Zur Pfarrgemeinde St. Nikolaus gehören die Ortsteile Groß Hesepe und Klein Hesepe.

## Geschichte
Die auf einem erhöhten Geestrücken gelegene St.-Nikolaus-Kirche ist in ihrer ursprünglichen Form eine der ältesten Kirchen im Emsland. Aus dem frühen 14. Jahrhundert ist der einschiffige Altbau erhalten. Die Kirche hat mehrere Um- und Anbauten erfahren. Der im Westen stehende Turm wurde 1517 errichtet. Um 1750 entstanden ein spätbarocker Hochaltar und eine spätbarocke Baumkanzel.
1938/39 erhielt die Kirche nach Süden hin quer zum bestehenden Hauptschiff einen größeren Anbau, weil die Anzahl der Gottesdienstteilnehmer stark zugenommen hatte. Am Chor entstand nach Westen hin eine Seitenkapelle mit einer Orgelempore.
Der Altarraum im Anbau wurde 1980 gemäß der Liturgiereform des Zweiten Vatikanischen Konzils umgestaltet.

## Die alte Nikolauskirche
Das rechteckige Kirchenschiff ist fast 23 m lang und 9 m breit. Zwei Langhausjoche unterteilen das Kirchenschiff. Auf den Rippengewölben sind großfigurige Freskomalereien des späten 15. Jahrhunderts zu sehen, u. a. die „Kreuzigungsgruppe“ und die „Epiphanie der Hl. Drei Könige“. Der spätgotische verlängerte Chor wurde dem älteren Bauteil des Langhauses angepasst.
Der fast 30 m hohe Turm aus Kieselsteinen, Findlingen und Raseneisenerzsteinen mit Sandsteinquadern hat einen achteckigen spitzen Helm. Die beiden Glocken wurden 1517 gegossen. Die Marienglocke wiegt 1100 kg, die Nikolausglocke 930 kg.
Der aus Eiche geschnitzte Barockaltar aus dem Jahr 1766 wurde vom Baumeister Johann Conrad Schlaun entworfen und vom Hofschreiner Wilhelm Weber aus Sögel ausgeführt. Der Kunstmaler O. C. König aus Münster malte die zwei Altargemälde „Dreifaltigkeit Gottes“ und „hl. Nikolaus im Bischofsornat“. Die Altarstatuen „hl. Josef“ und „hl. Maria“ sind Bildhauerarbeiten des Künstlers Geitner aus Münster. Die aus Eichenholz geschnitzte Baumkanzel aus dem Jahr 1803 wurde von Johann Conrad Schlaun entworfen und 1805/1808 durch den Tischlermeister Schagemann aus Meppen ausgeführt. Der im klassizistischen Stil errichtete Taufstein stammt aus dem Jahr 1820. Der Zelebrationsaltar aus dem Jahr 1989 wurde durch die Künstlerin Gertrud Oevermann-Sahlfeld aus Neuenkirchen-Vörden erstellt. Der gestiftete Kreuzweg wurde im 19. Jh. angefertigt.

## Die erweiterte Kirche
Von der durchbrochenen Südwand der alten Kirche ist der Blick frei auf die nach Süden hin erweiterte Kirche. Den Auftrag bekam der Architekt Johann Kamps aus Hamburg. Der Blick fällt auf die Altarwand und den Chorraum. Die zwei Ornamentik-Fenster im Chorraum und im Längsschiff an der Ostseite wurden vom Hofglasmaler Wilhelm Derix aus Kevelaer nach Entwürfen des Professors und Kunstmalers Heinrich Kamps ausgeführt. Die Fenster stellen den „hl. Nikolaus“ und die „hl. Elisabeth“ dar. Die anderen vier Buntfenster im Längsschiff wurden vom Kunstmaler Hermann Gesing aus Herne/Westf. 1960 entworfen. Er schuf auch die große Mosaikgruppe an der Stirnseite hinter dem Pfarraltar. Dargestellt ist Jesus als Gekreuzigter und erhöhter Herr, umrahmt von großen Kreisen als Symbol für den Herrn der ganzen Schöpfung. Unter dem Kreuz stehen Maria und Johannes.
Die Bronze-Reliefs vor dem Pfarraltar, vor dem Ambo und die bronzenen Tabernakeltüren fertigte der Bildhauer Joseph Krautwald aus Rheine. Die holzbemalte Marienstatue auf der linken Seite neben dem Ambo stammt aus dem 19. Jahrhundert. Die Orgel in der rechten Seitenkapelle aus dem Jahr 1980 hat 20 Register und zwei Manuale. Erbaut wurde sie von der Firma Orgelbau Simon aus Borgentreich-Muddenhagen im Kreis Höxter.
Auf dem roten Satteldach befindet sich am Südende ein viereckiger spitzer Dachreiter. Insgesamt bilden der alte und der neue Kirchenraum der St.-Nikolaus-Kirche eine gelungene Einheit.